# Severo (nome)
Severo  è un nome proprio di persona italiano maschile.

## Varianti
- Maschili: Severio[2][4]
  - Alterati: Severino[2][4]
- Femminili: Severa[1][2][4]
  - Alterati: Severina[4]

### Varianti in altre lingue
- Asturiano: Severo[6]
- Catalano: Sever[6]
- Finlandese: Severi[3]
- Francese: Sévère[3]
- Latino: Severus[1][3]
  - Femminili: Severa[1]
- Spagnolo: Severo[3][5][6]

## Origine e diffusione
Continua il cognomen romano Severus, letteralmente "severo", "inflessibile", "austero", "rigido". I prenomi Severiano e Severino sono suoi derivati indicanti appartenenza ("di Severo"), sebbene il secondo possa essere ad oggi considerato un suo diminutivo.
In Italia è attestato ovunque, con maggior frequenza al Nord, sostenuto dal culto verso numerosissimi santi.

## Onomastico

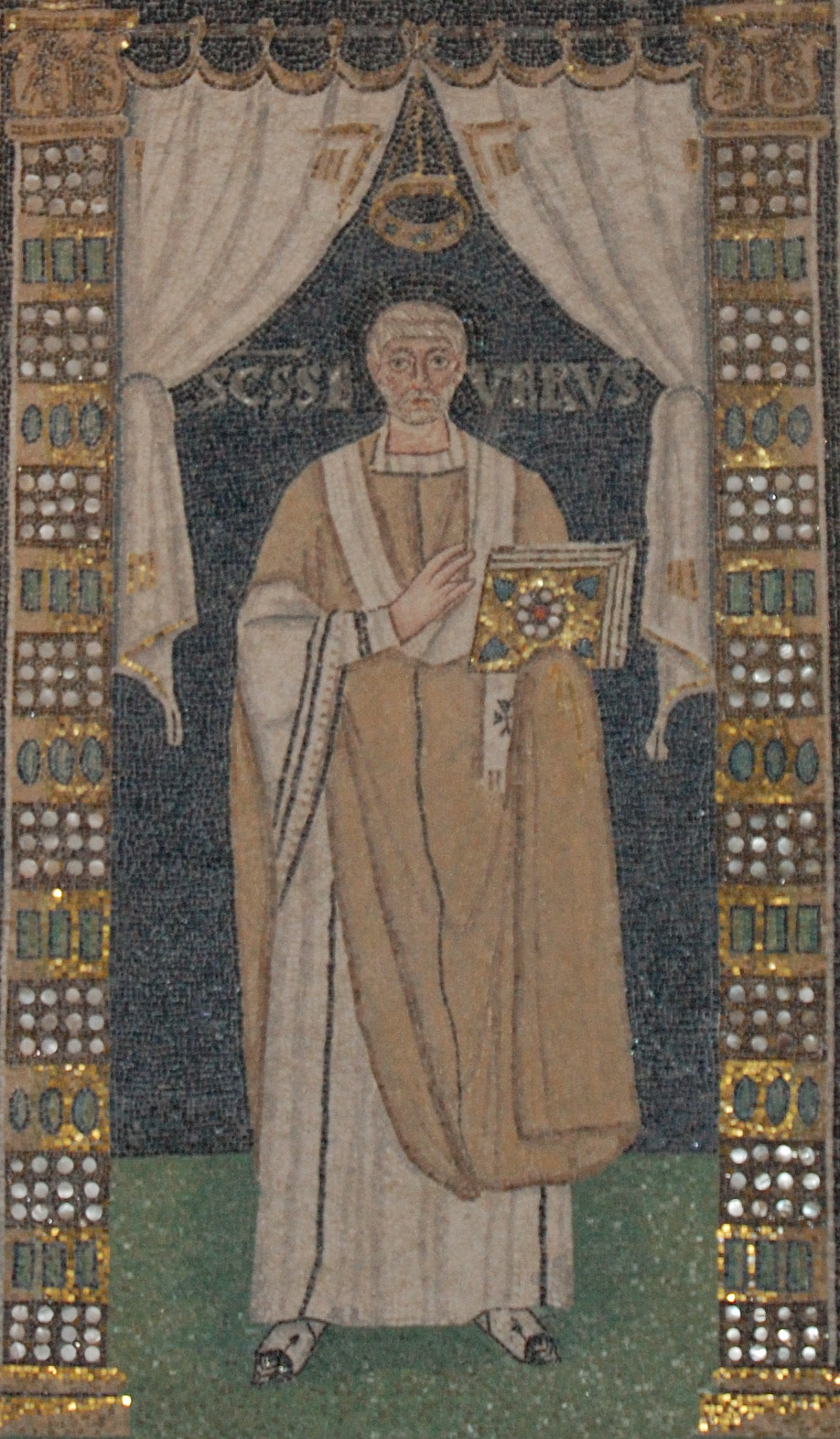
San Severo di Ravenna in un mosaco nella basilica di Sant'Apollinare in Classe

L'onomastico si può festeggiare in memoria di vari santi, alle date seguenti:
- 29 gennaio, san Sulpizio Severo, vescovo di Bourges[7]
- 15 febbraio, san Severo, sacerdote in Abruzzo presso Antrodoco[7]
- 1º febbraio, san Severo, vescovo di Ravenna[7]
- 1º febbraio, san Severo, vescovo di Avranches[7]
- 24 marzo, san Severo vescovo di Catania[7]
- 29 aprile, san Severo, vescovo di Napoli[7]
- 23 luglio, san Severo, martire con san Memone a Byzie, in Tracia[7]
- 1º agosto, san Severo, sacerdote presso Auch[7]
- 8 agosto, san Severo, sacerdote presso Vienne[7]
- 25 agosto, san Severo, abate presso Agde[7]
- 15 ottobre, san Severo, vescovo di Treviri[7]
- 6 novembre, san Severo, vescovo di Barcellona e martire[6][7]
- 8 novembre, san Severo,  vescovo di Cagliari e martire[7]

Per quanto riguarda la forma femminile Severa, si contano invece le sante seguenti:
- 3 giugno, santa Severa, martire a Roma[8]
- 20 luglio, santa Severa, badessa di Öhren[9]
- 20 luglio, santa Severa, sorella di san Modoaldo di Treviri, badessa del convento di Santa Gemma a Villeneuve, presso Bourges[10]

## Persone
- Severo, patriarca di Antiochia
- Severo, patriarca di Aquileia
- Severo, vescovo di Napoli
- Severo, vescovo di Ravenna

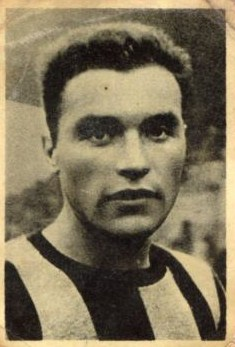
Severo Cominelli

- Severo Calzetta da Ravenna, scultore italiano
- Severo Cominelli, calciatore italiano
- Severo Ierace, pittore italiano
- Severo Lombardoni, produttore discografico italiano
- Severo Meza, calciatore messicano
- Severo Ochoa, biochimico spagnolo naturalizzato statunitense
- Severo Pozzati, pubblicitario, pittore e scultore italiano
- Severo Sarduy, poeta, scrittore, drammaturgo e critico d'arte cubano naturalizzato francese

### Storia
- Lucio Settimio Severo, imperatore romano
- Marco Aurelio Severo Alessandro, imperatore romano
- Gneo Claudio Severo, politico romano
- Flavio Valerio Severo, imperatore romano
- Libio Severo, imperatore romano d'Occidente
- Marco Giulio Severo Filippo, imperatore romano
- Messio Febo Severo, politico e filosofo romano
- Severo di Antiochia, teologo bizantino
- Sulpicio Severo, scrittore romano
- Tiberio Claudio Severo Proculo, senatore romano

### Variante Severus
- Severus Ibn al-Muqaffa, vescovo copto e storico egiziano

## Il nome nelle arti
- Severus Piton è un personaggio della serie di romanzi e film Harry Potter, creata da J. K. Rowling.